# Andrewsarchus
Andrewsarchus és un gènere extint de mamífers artiodàctils que visqueren a l'Àsia oriental durant el Miocè mitjà, fa entre 37,7 i 47,8 milions d'anys. Henry Fairfield Osborn el descrigué el 1924, juntament amb l'espècie tipus, A. mongoliensis, basant-se en un crani gairebé complet. El 1977 en fou descrita una segona espècie, A. crassum, a partir d'un conjunt de dents. A més a més, un maxil·lar inferior descrit anteriorment com a Paratriisodon correspon probablement a Andrewsarchus. Durant molt de temps, aquest gènere fou situat entre els mesoníquids o els arctociònids o vist com un parent proper dels cetacis; avui en dia, es classifica en la família monotípica dels andrewsàrquids (Andrewsarchidae), que possiblement és afí als entelodòntids. Se n'han trobat restes fòssils a les formacions d'Irdin Manha, Lushi i Dongjun, a la regió autònoma xinesa de Mongòlia Interior, que daten de l'edat asiàtica de mamífers terrestres de l'Irdinmanhà.
Caminaven amb les seves quatre curtes potes i tenia el cos llarg, la cua llarga i els peus dotats de peülles. Tenia un musell llarg amb grans dents esmolades i unes dents premolars i molars que podrien haver servit per esclafar ossos; tanmateix, com que Andrewsarchus només és conegut a partir d'un crani i alguns ossos, encara es debat si era un depredador actiu o només un carronyaire.